# Libějice (przystanek kolejowy)
Libějice – przystanek kolejowy w miejscowości Libějice, w kraju południowoczeskim, w Czechach. Znajduje się na wysokości 510 m n.p.m..  
Na przystanku nie ma możliwości zakupu biletów, a obsługa podróżnych odbywa się w pociągu.

## Linie kolejowe
- 202 Tábor – Bechyně